# 東京シティ・フィルハーモニック管弦楽団
東京シティ・フィルハーモニック管弦楽団（とうきょうシティ・フィルハーモニックかんげんがくだん、Tokyo City Philharmonic Orchestra）は、日本のプロオーケストラ。略称は、東京シティ・フィルまたはシティ・フィル。日本オーケストラ連盟正会員。
東京オペラシティコンサートホール、ティアラこうとうで定期演奏会を開催するほか、東京文化会館で特別演奏会を開催している。テレビ番組『題名のない音楽会』への出演機会も多い。

## 概要
1975年、自主運営のオーケストラとして、指揮者の堤俊作を中心に若く才能ある演奏家たちによって設立。同年ベオグラード音楽祭開幕演奏会を含むヨーロッパ公演、香港・マカオ公演を成功させ、プロ・オーケストラとしての軌道を築く。
1985年、オーストラリアのブリスベーンとシドニーで行われた、テレビ朝日『題名のない音楽会』20周年記念演奏会に出演して各地で絶賛され、1994年には日本音楽コンクールでオーケストラとして初めて特別賞を贈られた。
年間100回を超える公演は、定期演奏会および特別演奏会を柱に、オペラ・バレエ公演やポップスコンサート、映画音楽、テレビ出演、CD録音、音楽鑑賞教室まで多岐にわたる。特にテレビにおいては、テレビ朝日『題名のない音楽会21』を通じてその新鮮な魅力溢れる演奏を披露し、日本全国で好評を博している。
1994年からは東京都江東区と芸術提携を結び、ティアラこうとうを主な拠点として各種コンサートや公開リハーサル、ファンと楽員との交流会、楽器の公開レッスン、音楽セミナーなど、地域に根ざした音楽文化の振興を目的に幅広い活動を行っている。
1997年9月、ドイツ音楽、特にワーグナー指揮者として名高い飯守泰次郎が常任指揮者に就任。飯守の情熱的な音楽創りと東京シティ・フィルとが織りなすエネルギッシュで豊かな音楽表現は、聴衆の多大な支持を集めている。特に2000年9月から4年がかりで展開してきた「東京シティ・フィル オーケストラル・オペラ『ニーベルングの指環』」全4部作上演（高島勲演出）では、飯守&東京シティ・フィルの創り出す高水準のワーグナー音楽が各方面から大きな反響を巻き起こすと共に、常に高い評価を得ることに成功。続く『ローエングリン』、『パルジファル』（鈴木敬介演出）でも高水準の音楽と舞台が評価され、『ローエングリン』で三菱信託音楽賞奨励賞を受賞した。
2002年4月、フランス音楽に造詣の深いパリ在住の指揮者矢崎彦太郎が首席客演指揮者に就任。矢崎の最も得意とするフランス音楽の世界を幅広く系統だてて網羅した、「フランス音楽の彩と翳」と題する画期的なシリーズを展開。それまで余り馴染みのなかったフランス音楽を日本の楽壇に広めた点は特筆に価するものがある。
海外公演も積極的に取り組み、2003年2月には「ジャパン＝シンガポール・アート・ウィーク2003」のオープニング・コンサートとして矢崎彦太郎とともにシンガポールに招かれ、2日間にわたって開催された東京シティ・フィル特別演奏会では満場の聴衆の喝采を受けるとともに、東アジア圏の芸術交流の分野でも重要な役割を果たした。また、日米交流150周年の節目にあたる2004年4月、「日米交流150周年記念 日米西海岸音楽祭」（ロサンゼルス、サンフランシスコ）に、2005年9月には「日-EU市民交流年 JAPAN-FRANCE ONGAKUSAI」（パリ、ランス）に矢崎彦太郎と共に参加。いずれのコンサートでも聴衆のスタンディング・オベーションという最高の賛辞を与えられ、音楽を通じての各国相互交流事業の一翼を担った。
2005年4月からは、ティアラこうとうで、開館以来初となるクラシック音楽の定期演奏会を開催。江東区という地域コミュニティとの連携をより一層深める活動を本格的に開始している。
その他にも、日本初のベーレンライター校訂新版によるベートーヴェン・ツィクルスやハイドン／ブラームス・シリーズ、ブルックナー／メンデルスゾーン・シリーズ、若手指揮者・演奏家の積極的な起用など、その意欲的な取り組みは常に注目を集めている。
2012年4月から2015年3月まで宮本文昭が初代音楽監督を務める。2015年4月より高関健が常任指揮者に就任。

## 指揮者等
- 常任指揮者：高関健
- 首席客演指揮者：藤岡幸夫
- 桂冠名誉指揮者：飯守泰次郎
- 永久芸術顧問：芥川也寸志、黛敏郎
- 永久名誉指揮者：森正
- 永久桂冠指揮者：堤俊作
- コンサートマスター：戸澤哲夫
- 特別客演コンサートマスター：荒井英治

## 演奏会
- 定期演奏会
  - 東京オペラシティコンサートホール、年9回。
- ティアラこうとう定期演奏会
  - ティアラこうとう、年4回。
- 特別演奏会
  - 第九特別演奏会、ドラゴンクエスト公演など。